# Wings (musikalbum)
Wings är ett album av Bonnie Tyler som utkom 2005. Det innehåller 13 nya låtar plus nyinspelade versioner av "It's a Heartache" och "Total Eclipse of the Heart".

## Låtlista
1. "Louise" - 3:41
2. "Celebrate" - 2:56
3. "Driving Me Crazy" - 3:09
4. "Hold Out Your Heart" - 3:45
5. "Run Run Run" - 3:29
6. "Wings" - 4:06
7. "It's a Heartache" - 3:19
8. "Stand Up" - 3:32
9. "Crying in Berlin" - 3:34
10. "Total Eclipse of the Heart" - 3:51
11. "I'll Stand by You" - 4:16
12. "All I Need Is Love" - 4:45
13. "I Won't Look Back" - 3:36
14. "Streets of Stone" - 3:31
15. "Chante avec moi" - 2:56
16. "Louise (Il est mon homme)" - 3:37